# 7554 Джонспенсер
7554 Джонспенсер (7554 Johnspencer) — астероїд головного поясу, відкритий 5 квітня 1981 року.
Тіссеранів параметр щодо Юпітера — 3,112.